# Villatobas
Villatobas ist eine zentralspanische Gemeinde mit 2.858 Einwohnern (Stand: 2024) in der Provinz Toledo der Region Kastilien-La Mancha. 

## Lage und Klima
Villatobas liegt im Norden der historischen Landschaft der La Mancha ca. 80 km (Fahrtstrecke) ostnordöstlich der Stadt Toledo in einer Höhe von ca. 725 m. Durch die Gemeinde führt die Autopista AP-36.
Das Klima im Winter ist rau, im Sommer dagegen trocken und warm; der spärliche Regen (ca. 460 mm/Jahr) fällt überwiegend in den Wintermonaten.

## Bevölkerungsentwicklung
| Jahr      | 1970 | 1981 | 1991 | 2001 | 2011 | 2021 |
| Einwohner | 2859 | 2697 | 2436 | 2261 | 2745 | 2570 |

## Sehenswürdigkeiten
- Kirche Mariä Himmelfahrt (Iglesia de Nuestra Señora de la Asunción) aus dem 16. Jahrhundert
- Isidorkapelle
- Josefskapelle
- Georgskapelle
- Annenkapelle
- Katharinenkapelle
- Christuskapelle
- Theater
- Rathaus

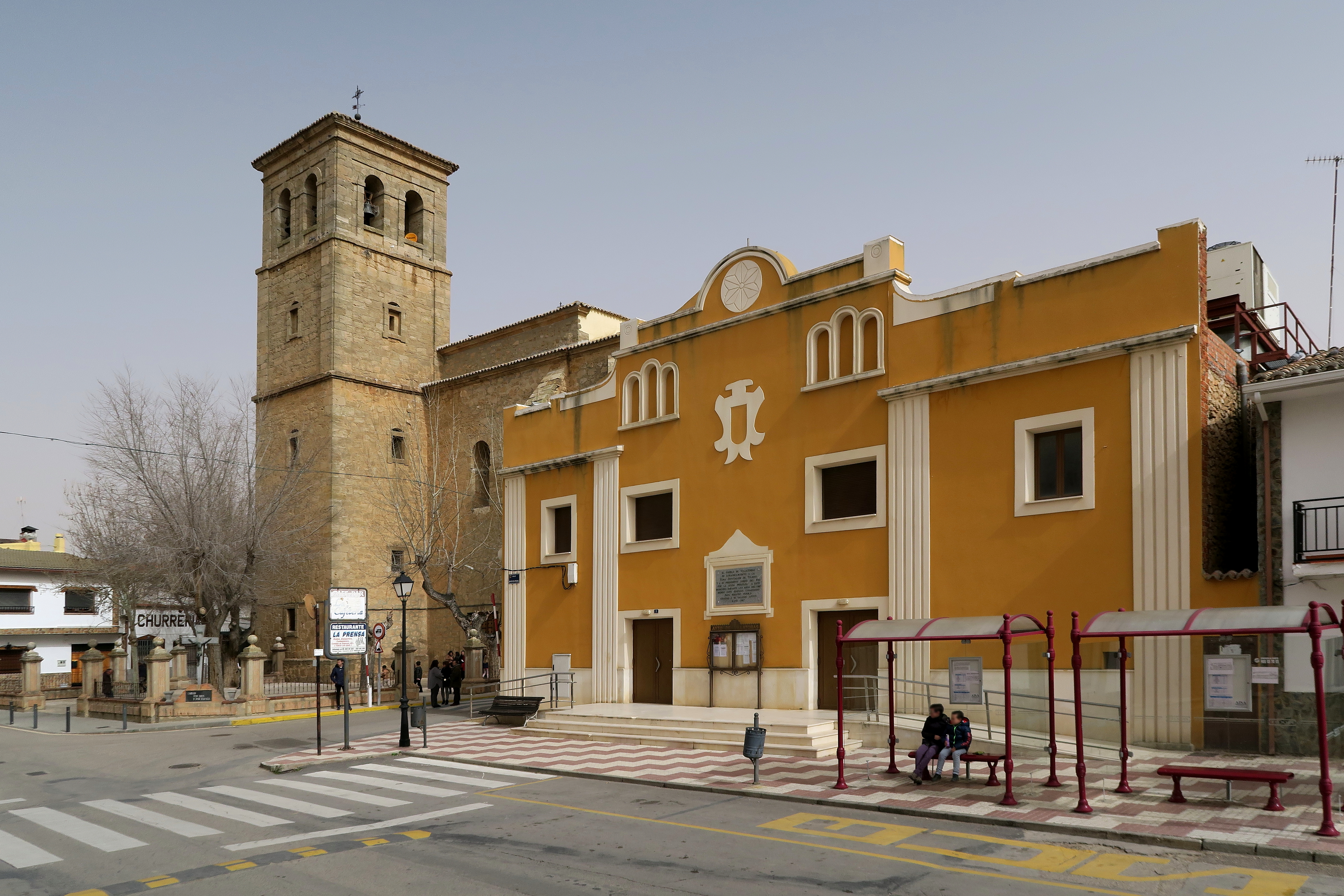
Theater und Kirche Mariä Himmelfahrt
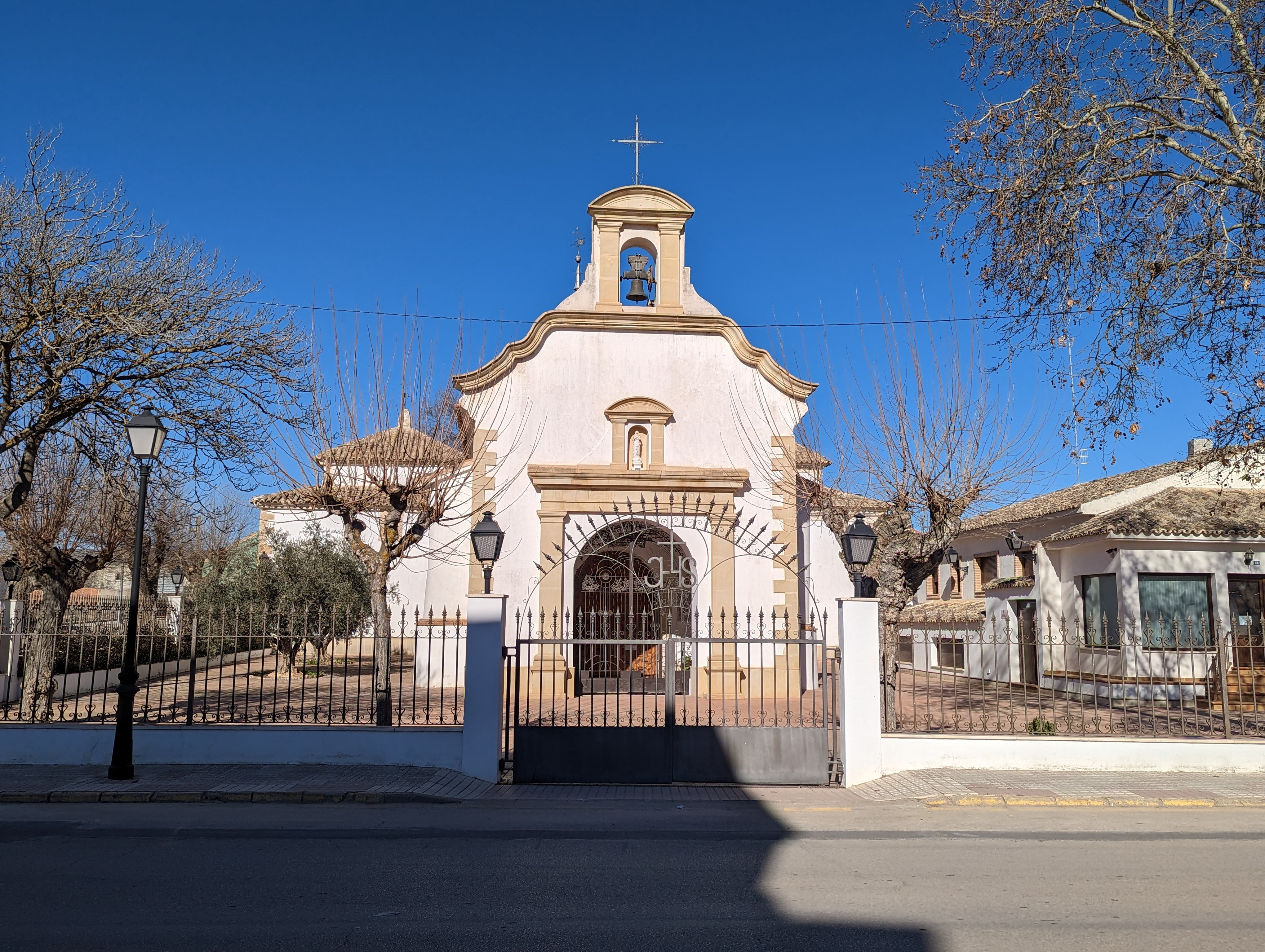
Christuskapelle
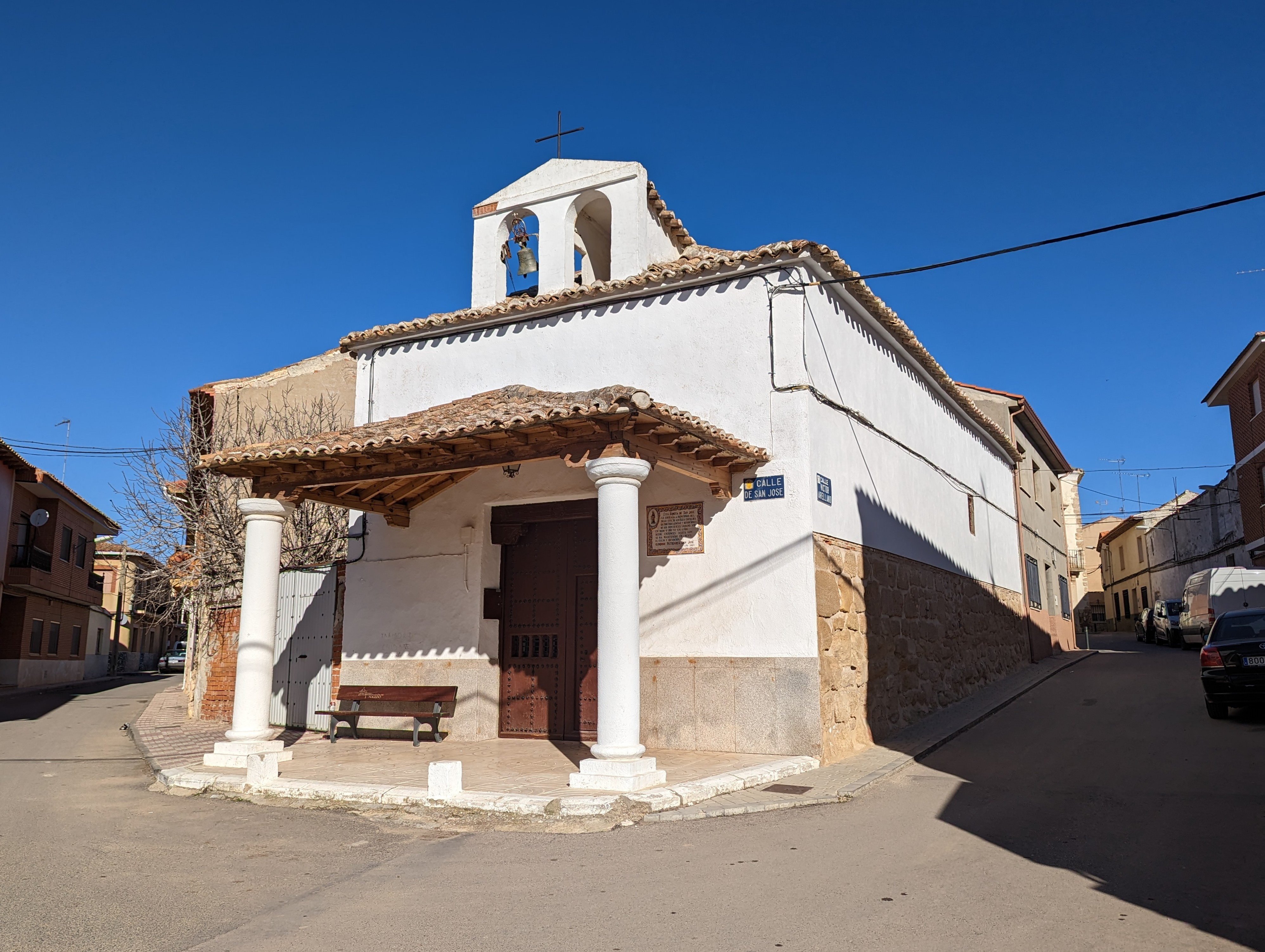
Josefskapelle
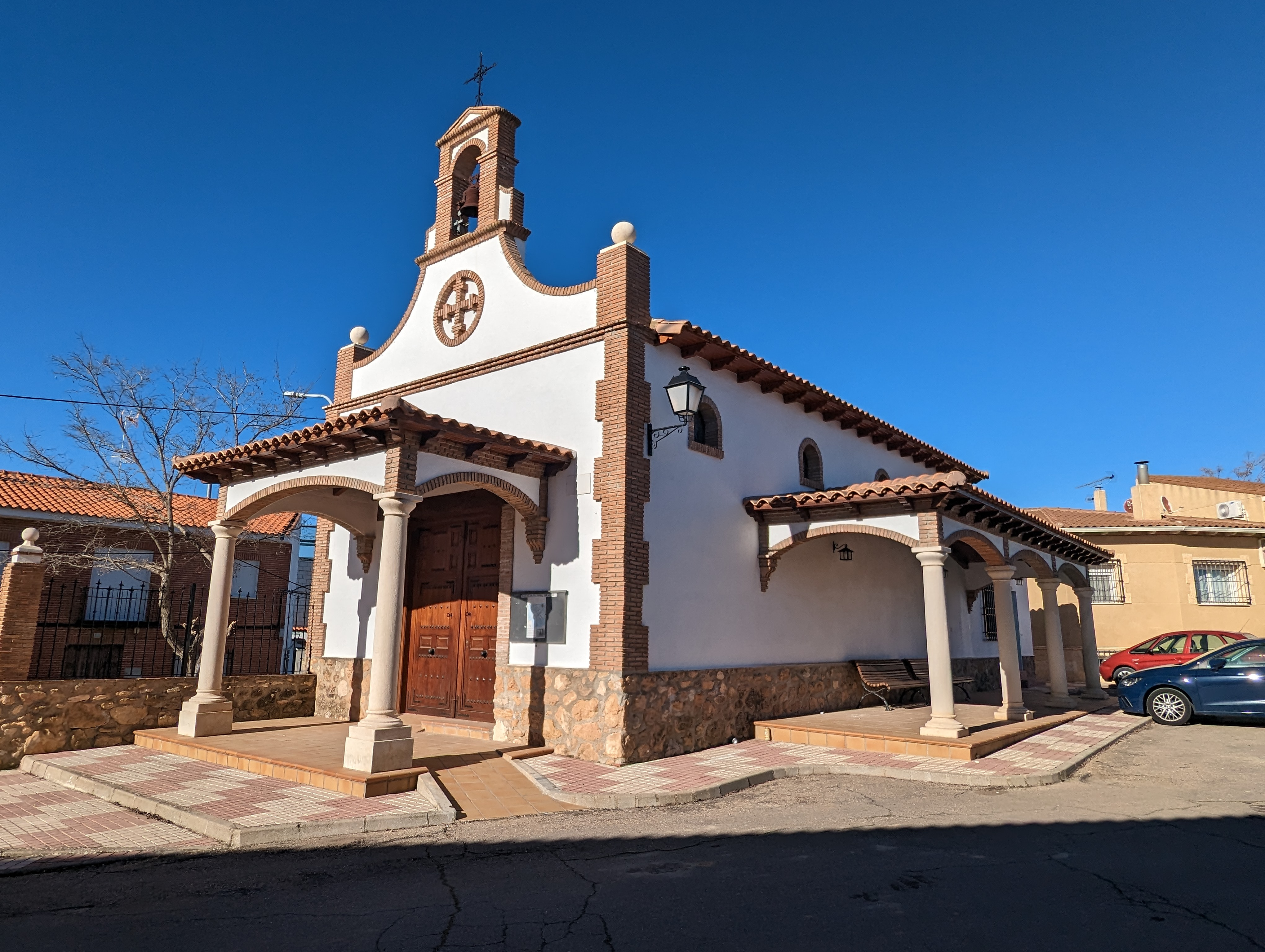
Georgskapelle
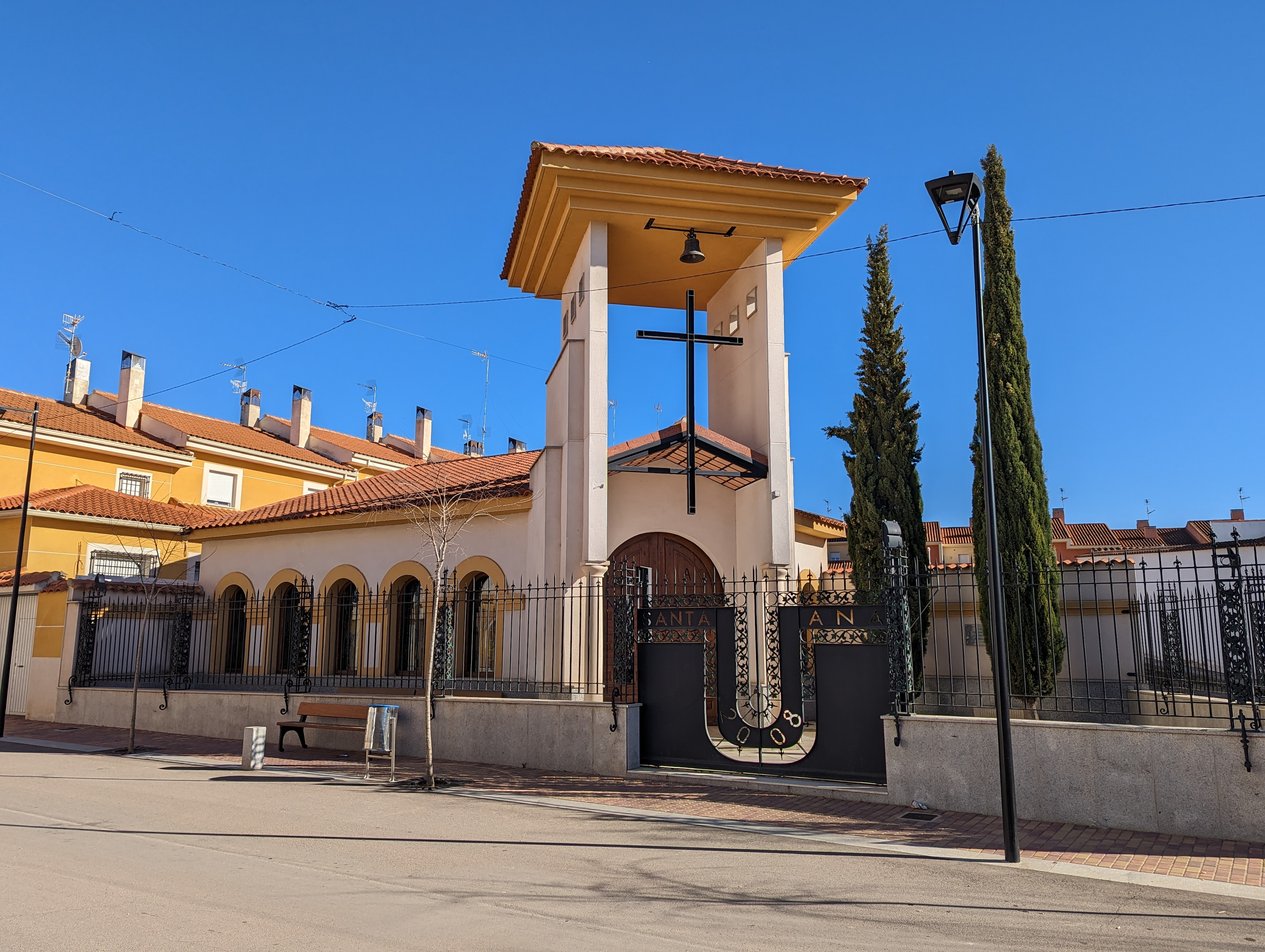
Annenkapelle
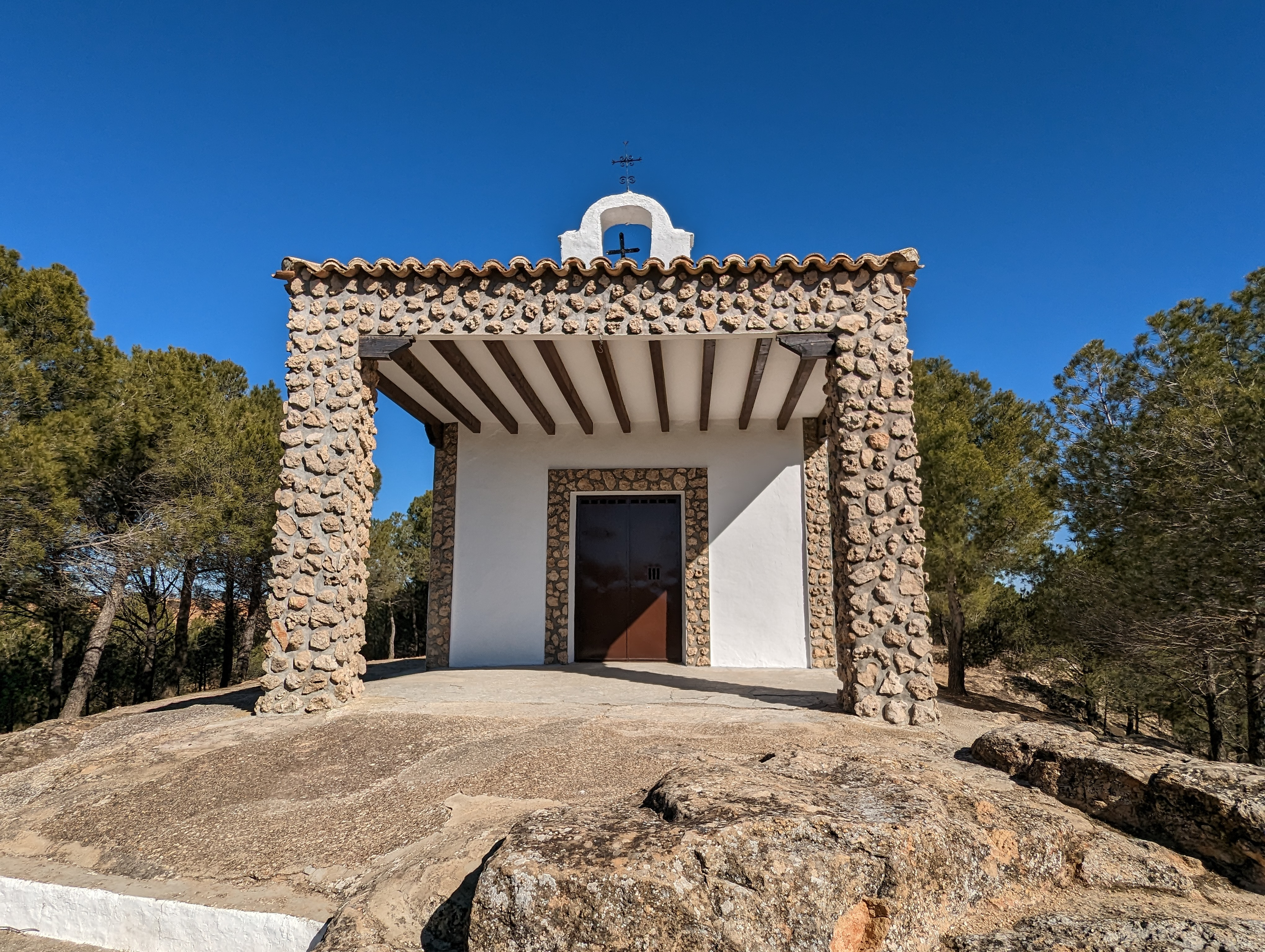
Isidorkapelle
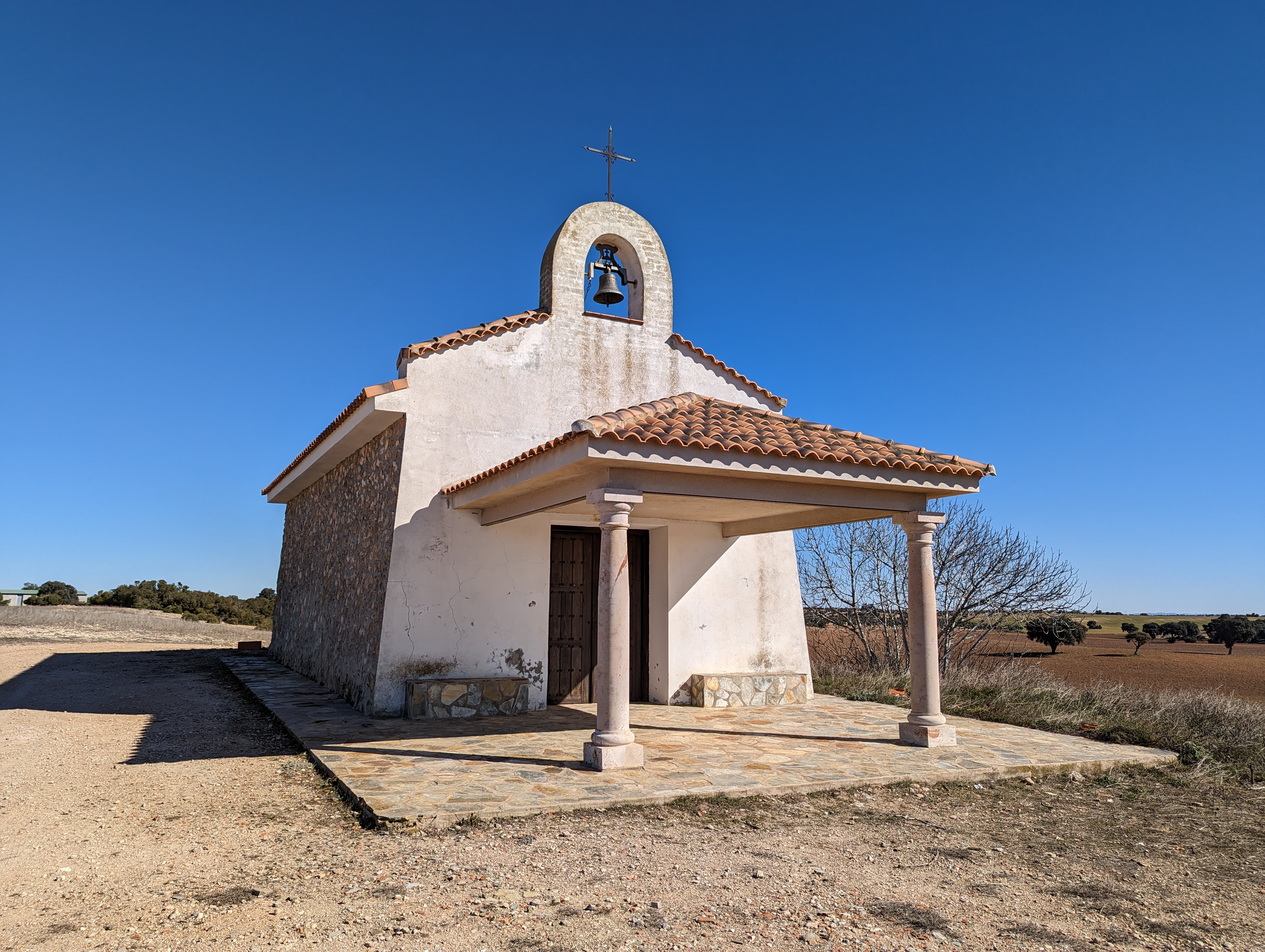
Katharinenkapelle
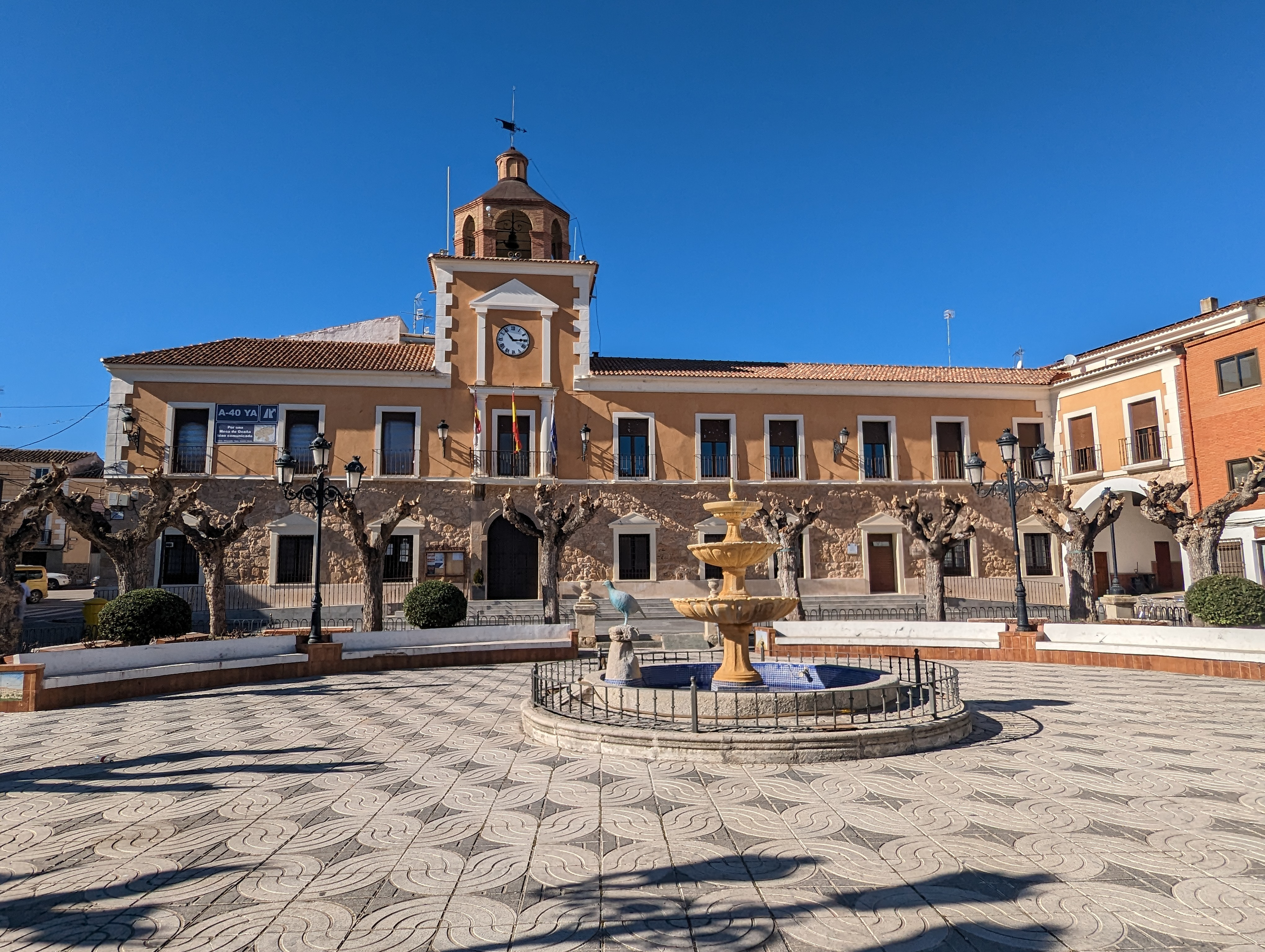
Rathaus